# Last Flag Flying
Last Flag Flying è un film del 2017 diretto da Richard Linklater, con protagonisti Steve Carell, Bryan Cranston e Laurence Fishburne.
La pellicola è l'adattamento cinematografico del romanzo omonimo del 2005 scritto da Darryl Ponicsan e sequel del film del 1973 L'ultima corvé (The Last Detail), quest'ultimo tratto dal romanzo The Last Detail del 1970 sempre di Ponicsan.

## Trama
Nel 2003, Larry “Doc” Shepherd visita il bar di Sal Nealon, un veterano dei Marines con cui ha prestato servizio in Vietnam. Sal si unisce a Doc in un viaggio improvvisato in auto, dove Doc rivela di aver rintracciato anche un altro amico del Vietnam, l'ormai reverendo Richard Mueller. Sal e Doc vengono invitati a cena dai Mueller, dove Doc rivela di essere rimasto recentemente vedovo e di aver appena perso il suo unico figlio in Iraq. Ammette di aver rintracciato Sal e Mueller nella speranza che lo accompagnassero a prendere il corpo di suo figlio Larry Jr. e a portarlo alla sepoltura prevista. Sal accetta, anche se Mueller è titubante, sostenendo che Sal e Doc rappresentano un periodo buio della sua vita. Sua moglie lo esorta a farlo e lui accetta con riluttanza di accompagnarli.
Lungo il percorso, Sal e Mueller si scontrano sulle loro diverse filosofie e sui reciproci sensi di colpa per il loro passato; sia Sal che Mueller (soprannominato il Mauler) si sono abbandonati all'alcol, alla droga e alle prostitute mentre erano in missione, e in un'occasione hanno consumato l'intera scorta di antidolorifici dell'allora diciannovenne Doc, il che ha portato a una morte inutilmente dolorosa per uno dei loro compagni Marines e a un congedo per cattiva condotta per Doc. Sal, che non ha alcun filtro sociale a causa di una ferita alla testa subita in guerra, si arrabbia continuamente con Mueller per aver trovato la religione, mentre Mueller esprime frustrazione per la mancanza di maturità di Sal. Alla base aerea di Dover, Doc chiede di vedere il corpo mutilato di suo figlio, contro il parere di Mueller e del tenente Willits. Durante la visione, il soldato Charlie Washington, amico intimo di Larry Jr, rivela a Sal e Mueller che Larry Jr è stato ucciso mentre faceva acquisti in un mercato iracheno, contrariamente alla storia ufficiale secondo cui sarebbe morto mentre combatteva eroicamente; Sal rivela la verità a un disilluso Doc, che rifiuta la sepoltura nel cimitero nazionale di Arlington e insiste per dare a Larry Jr una sepoltura civile. Willits ordina a Washington di accompagnare la salma e di costringere Doc a cambiare idea sulla sepoltura del figlio in abiti civili.
Sal, Mueller e Doc iniziano un lungo viaggio di ritorno a casa, ostacolati dal Dipartimento di Sicurezza Nazionale (allertato dal loro noleggio di contanti, dalla destinazione vaga e dalla preghiera di Mueller) e da un treno perso a New York. Nel corso del viaggio, gli scontri si fanno più bonari e Doc comincia ad apprezzare la compagnia dei suoi amici. Sal chiede a Doc di trasferirsi nella sua città per gestire il bar con lui e i tre acquistano i loro primi telefoni cellulari per rimanere in contatto. Il loro viaggio li porta a Boston, dove Sal insiste perché incontrino la madre di Jimmy Hightower, il collega Marine morto dolorosamente senza morfina. Quando arrivano, si rendono conto che alla signora Hightower è stata raccontata la stessa storia sull'eroismo del figlio che era stata raccontata a Doc su Larry Junior; Sal decide di non negarle la storia e il trio finge di essere gli uomini che Hightower ha salvato quando è stato ucciso in azione.
Il gruppo torna a Portsmouth per il funerale di Larry Jr. e Washington convince Doc che l'abito civile di Larry sarebbe troppo piccolo e che dovrebbe essere sepolto con il suo abito blu. Alla sepoltura, Sal e Mueller indossano le loro uniformi e partecipano alla cerimonia dell'alzabandiera. A casa di Doc, Washington consegna a Doc una lettera di Larry Junior, sostenendo di non averla letta. Doc legge le sue volontà: essere sepolto accanto a sua madre indossando la sua uniforme. Doc sorride quando il figlio lo ringrazia per essere stato un ottimo padre.

## Cast
- Steve Carell interpreta Larry "Doc" Shepherd
- Bryan Cranston interpreta Sal Nealon
- Laurence Fishburne interpreta Richard Mueller
- J. Quinton Johnson interpreta Charlie Washington
- Cicely Tyson interpreta Mrs. Hightower
- Deanna Reed-Foster interpreta Ruth Mueller
- Yul Vazquez interpreta Lieutenant Colonel Willits
- Richard Robichaux interpreta Anorak
- Lee Harrington interpreta Jamie
- Kate Easton interpreta Jackie
- Graham Wolfe interpreta John Redman
- Ted Watts Jr. interpreta Leland
- Jane Mowder interpreta un impiegato di affitta camion
- Marc Moore interpreta un impiegato iperattivo
- Samuel Davis interpreta Larry Jr. (voce)

## Produzione
Le riprese del film sono iniziate a fine novembre 2016 a Pittsburgh.

## Promozione
Il primo trailer del film viene diffuso il 24 agosto 2017.

## Distribuzione
Il film è stato presentato come film d'apertura al New York Film Festival il 28 settembre 2017, e distribuito nelle sale cinematografiche statunitensi a partire dal 3 novembre dello stesso anno.

### Divieti
Negli Stati Uniti il film è stato vietato ai minori di 17 anni non accompagnati da adulti per la presenza di "riferimenti sessuali e linguaggio non adatto".

## Riconoscimenti
- 2018 - NAACP Image Award[7]
  - Candidatura per il miglior attore non protagonista a Laurence Fishburne
  - Candidatura per il miglior film indipendente